# Virgil Ierunca
Virgil Ierunca, vlastním jménem Virgil Untaru (16. srpna 1920 – 28. září 2006) byl rumunský exilový publicista a literární vědec.

## Biografie
Po studiu na filozofické fakultě působil jako redaktor mnoha významných literárních časopisů. Po nástupu komunistické moci v Rumunsku v roce 1946 odjel do Francie, kde se podílel na zorganizování rumunského zahraničního rozhlasového vysílání. Spolupracoval mimo jiné s rozhlasovou stanicí Svobodná Evropa a s mnoha rumunskými exilovými literárními časopisy, v západoevropských zemích v rumunštině i v překladech několik antologií rumunské poezie (Modern Romanian Poetry, Ottawa 1977), v nichž také publikoval několik vlastních básní. Těžiště Ieruncovy literární tvorby tkví v esejistice, věnující se omezování kulturního dění a kruté totalitě v Rumunsku. Vydal také úryvky ze svého exilového deníku pod názvem Uběhly roky (Trecut-au anii, 2000).